# Mohor in Fortunat
Mohor in Fortunat (latinsko Hermagoras et Fortunatus, italijansko Ermagora e Fortunato, furlansko Macôr e Fortunât), oglejska svetnika in mučenca iz 3. stoletja. Mohor naj bi bil po izročilu prvi oglejski škof, Fortunat pa njegov diakon.
Krščansko izročilo pravi, da je Mohorja za škofa izbral sveti Marko (evangelist), ko je v Ogleju prevajal svoj evangelij v latinščino, kar pa ne ustreza dejstvu, saj je Marko živel veliko pred Mohorjem. Tradicija navaja tudi, da ga je za škofa posvetil sveti Peter. Mohor in njegov diakon Fortunat sta oznanjala evangelij, zato so ju mučili in ubili med vladanjem cesarja Dioklecijana, leta 303 ali 304. Njune relikvije naj bi prinesli v Oglej med preseljevanjem narodov, leta 408 ali 409.
Bila sta zavetnika Oglejskega patriarhata, zato je njuno češčenje med Slovenci dokaj razširjeno. Na slovenskem ozemlju južno od reke Drave (ki je bila od leta 811 meja med patriarhatom in nadškofijo Salzburg), jima je bilo posvečenih sedem župnijskih in petindvajset podružničnih cerkva, med njimi tudi največja cerkev v Sloveniji (po skupnem notranjem volumnu), sedanja gornjegrajska župnijska cerkev sv. Mohorja in Fortunata. Med letoma 1461 - 1961 sta bila glavna zavetnika Ljubljanske škofije, še sedaj, ko je povišana v nadškofijo, sta njena sozavetnika. 

## Mohorjeva družba
Po svetem Mohorju je poimenovana tudi Mohorjeva družba iz Celovca, ustanovljena leta 1851, s podružnicami v Sloveniji in v Avstriji.